# Rodney Edward Gould
Rodney Edward Gould (n. 1944) es un paleobotánico australiano.

## Algunas publicaciones

### Libros
- theodore Delevoryas, rodney e. Gould. 1973. Investigations of North American cycladeoids: williamsonian cones from the Jurassic of Oaxaca, Mexico. 16 pp.

- rodney edward Gould. 1969. Some palaeobotanical studies of the coal measures of Queensland: I. The jurassic flora of the Walloon coal measures - Hepaticae, Equisetaceae, Osmundaceae, II. Upper Permain [sic] osmundaceous trunks from the Bowen Basin. Editor University of Queensland. 476 pp.

- ---------------------------. 1968. Morphology of Equisetum laterale Phillips, 1829, and E. bryanii Sp. Nov. from the mesozoic of South-Eastern Queensland. Edición reimpresa. 24 pp.resumen en línea

- ---------------------------. 1965. The geology of the Slacks Creek area, south-east Queensland. Eitor University of Queensland. 342 pp.

## Honores
Miembro de
- Sociedad Real de Nueva Gales del Sur[2]